# 加里森 (愛荷華州)
加里森（英語：Garrison）是一個位於美國愛荷華州本頓縣的城市。

## 地理
加里森的座標為42°08′37″N 92°08′35″W / 42.14361°N 92.14306°W，而該地的平均海拔高度為268米（即879英尺）。

## 人口
根據2010年美國人口普查的數據，加里森的面積為0.65平方千米，均為陸地。當地共有人口371人，而人口密度為每平方千米570人。